# Tooji
Touraj "Tooji" Keshtkar (Shiraz (Iran), 26 mei 1987) is een Noors zanger, presentator en model. Hij is vooral bekend geraakt dankzij zijn overwinning in het Noorse liedjesfestival Melodi Grand Prix 2012.

## Biografie
Tooji werd geboren in Shiraz, Iran. Samen met zijn ouders ontvluchtte hij Iran ten tijde van de oorlog met Irak. Zijn ouders wilden niet dat hun zoons zouden dienen in het Iraanse leger. Tooji was toen één jaar oud.

### Carrière
Hij startte met modellenwerk toen hij zestien jaar oud was. Daarna begon Tooji bij MTV Noorwegen, waar hij Super Saturday en Tooji's Top 10 presenteerde. Tooji is opgeleid als maatschappelijk werker en heeft gewerkt in opvangcentra voor asielzoekers.

### Regime
In 2004 schreef zijn moeder een kritisch boek over het regime. Daardoor is het hele gezin tot persona non grata uitgeroepen en zijn ze niet meer welkom in Iran.

### Eurovisiesongfestival 2012
In 2008 startte Tooji met zijn zangcarrière. Zijn eerste single was 'Swan Song'. In 2012 nam hij deel aan Melodi Grand Prix, de Noorse voorronde van het Eurovisiesongfestival. Na tweede te zijn geëindigd in de halve finale, won hij de finale overtuigend. Met 'Stay' mocht hij zodoende Noorwegen vertegenwoordigen op het Eurovisiesongfestival 2012, dat werd gehouden in Bakoe, Azerbeidzjan. Hij haalde de finale, maar eindigde met 7 punten op de laatste plaats (van de 26 deelnemende landen).
Tijdens de finale vierde hij ook meteen zijn 25ste verjaardag. Hij droeg een groen polsbandje met de tekst 'Free Iran'. Daarmee kaatste hij de bal meteen terug naar het regime in Iran, dat na zijn optreden besloot om zijn ambassadeur uit Azerbeidzjan terug te trekken. Men vond dat het een 'onwaardig' homo-evenement is. Tooji: "Ik wil mijn steun betuigen aan de groene beweging in Iran, die strijdt voor meer democratie en vrouwen- en homorechten."

### Albums
Tooji heeft enkele albums uitgebracht. Bekende nummers zijn: 'Diamond Doors', 'Roof', dat een dansnummers is, en 'if it wasn't for you' waarmee hij zijn moeder wil bedanken. De laatste single is geschreven samen met Ana Diaz.
In 2015 bracht hij de single en video 'The Father Project' uit. Deze wordt gezien als Tooji's outcoming als homo, nadat daarover eerder onduidelijkheid bestond. De video baarde opzien door expliciete seksscènes met een priester in een volle kerk. Na uitzending van de videoclip werd Touran Kestkar ontslagen door het Noorse tv-station waarvoor hij werkte. De bisschop van Oslo reageerde woedend op de ruige video. Hij betichtte de zanger van misleiding, omdat hij zou hebben gelogen over wat de opnames inhielden. "Het is een walgelijk misbruik van de kerk," aldus de bisschop.

### Tv-programma's
Tooji speelt nu ook een belangrijke rol in de media. Zo presenteerde hij Melody Grand Prix Junior (het Noorwse Junior Songfesitval). Ook won hij het tv-programma 'Kjendisbarnevakten' . Dat was een tv-programma waar men zocht naar de beste bekende Noorse babysitter. Hij won de finale tegen Lise Karlsnes.

## Discografie

### Singles
| Single met hitnotering(en) in de Vlaamse Ultratop 50 | Datum van verschijnen | Datum van binnenkomst | Hoogste positie | Aantal weken | Opmerkingen |
| ---------------------------------------------------- | --------------------- | --------------------- | --------------- | ------------ | ----------- |
| Stay                                                 | 2012                  | 02-06-2012            | tip56*          |              |             |

1960: Nora Brockstedt · 
1961: Nora Brockstedt · 
1962: Inger Jacobsen · 
1963: Anita Thallaug · 
1964: Arne Bendiksen · 
1965: Kirsti Sparboe · 
1966: Åse Kleveland · 
1967: Kirsti Sparboe · 
1968: Odd Børre · 
1969: Kirsti Sparboe · 
1971: Hanne Krogh · 
1972: Grethe Kausland & Benny Borg · 
1973: Bendik Singers · 
1974: Anne-Karine Strøm & Bendik Singers · 
1975: Ellen Nikolaysen · 
1976: Anne-Karine Strøm · 
1977: Anita Skorgan · 
1978: Jahn Teigen · 
1979: Anita Skorgan · 
1980: Sverre Kjelsberg & Mattis Hætta · 
1981: Finn Kalvik · 
1982: Jahn Teigen & Anita Skorgan · 
1983: Jahn Teigen · 
1984: Dollie de Luxe · 
1985: Bobbysocks · 
1986: Ketil Stokkan · 
1987: Kate Gulbrandsen · 
1988: Karoline Krüger · 
1989: Britt Synnøve Johansen · 
1990: Ketil Stokkan · 
1991: Just 4 Fun · 
1992: Merethe Trøan · 
1993: Silje Vige · 
1994: Elisabeth Andreassen & Jan Werner Danielsen · 
1995: Secret Garden · 
1996: Elisabeth Andreassen · 
1997: Tor Endresen · 
1998: Lars Fredriksen · 
1999: Stig Van Eijk · 
2000: Charmed · 
2001: Haldor Lægreid · 
2003: Jostein Hasselgård · 
2004: Knut Anders Sørum · 
2005: Wig Wam · 
2006: Christine Guldbrandsen · 
2007: Guri Schanke · 
2008: Maria Haukaas Storeng · 
2009: Alexander Rybak · 
2010: Didrik Solli-Tangen · 
2011: Stella Mwangi · 
2012: Tooji · 
2013: Margaret Berger · 
2014: Carl Espen · 
2015: Mørland & Debrah Scarlett · 
2016: Agnete · 
2017: JOWST feat. Aleksander Walmann · 
2018: Alexander Rybak · 
2019: KEiiNO · 
2021: Tix · 
2022: Subwoolfer · 
2023: Alessandra · 
2024: Gåte ·
2025: Kyle Alessandro
- Bibsys: 12068182
- MusicBrainz: 723dfb38-ebd5-4139-8af1-dc0987c8f048
- Virtual International Authority File: 54145970258832251955